# Милош Тимотијевић (историчар)
Милош Тимотијевић (Чачак, 1969) је српски историчар, доктор историјских наука и музејски саветник Народног музеја Чачак.
Аутор је 13 научних монографија и преко 100 научних радова и других публикација.

## Биографија
Рођен је 1969. године у Чачку. Завршио је студије историје на Филозофском факултету Универзитета у Београду и 1997. године се запослио у Народном музеју у Чачку, где је 2006. године стекао звање вишег кустоса. Докторску дисертацију „Модернизација балканског града у доба социјализма: пример Чачка и Благоевграда (1944—1989)” је одбранио 2011. године на Одељењу за историју Филозофског факултета Универзитета у Београду.
Музејски саветник Народног музеја у Чачку је постао 2015. године, а у музеју води збирке наоружања, војне опреме, униформи и застава. Такође, од 2000. године је члан редакције „Зборника радова Народног музеја”.
Предмет његовој ужег научног интересовања јесте Југословенска војска у Отаџбини у Другом светском рату. Заслужан је за проналажење рукописа Драгише Васића „Историја Равне горе”, а објавио је и књигу о мисији Халијард, као и биографију капетана Звонимира Звонка Вучковића у Службеном гласнику.

## Награде
- Награда „Ђорђе Јеленић“ Архива Србије (2003);
- Награда града Чачка (2004);
- Награда „Михаило Валтровић“ Музејског друштва Србије (2004);
- Награда, „Даница Марковић“ Градске библиотеке у Чачку за књигу године (2004, 2012);
- Награда „Драгиша Кашиковић“ Матице исељеника Србије и Издавачке куће „Српска реч“ (2005);
- Награда Националног комитета ICOM-а за Србију (2008, 2012);
- Награда „Ступље” на Међународном сајму књига у Бања Луци (2012).

### Монографије
1. Miloš Timotijević, Karneval u Guči: sabor trubača 1961-2004 (Čačak: Legenda: Narodni muzej Čačak, 2005), str. 403.
2. Милош Тимотијевић, Соколи Чачка 1910-1941 (Чачак: Народни музеј Чачак, 2006), стр. 205.
3. Милош Тимотијевић, Век сумње: религиозност у чачанском крају 1886–2008 (Чачак: Легенда: Народни музеј Чачак, 2009), стр. 448.
4. Милош Тимотијевић, Модернизација балканског града (1944—1989): компаративна анализа развоја Чачка и Благоевграда у епохи социјализма (Чачак: Народни музеј Чачак, 2012), стр. 575.
5. Милош Тимотијевић, Звонко Вучковић: ратна биографија (1941—1944): расправа о проблемима прошлости и садашњости (Београд: Службени гласник, 2015), стр. 503.
6. Милош Тимотијевић, Драгиша Васић (1885—1945) и српска национална идеја (Београд : Службени гласник, 2016), стр. 568.
7. Милош Тимотијевић, Злато четника и партизана : деконструкција једног мита : финансије и отпор окупатору у Србији и Југославији 1941-1945. (Београд : Службени гласник, 2018), стр. 312.
8. Милош Тимотијевић, „Храбри” партизани и „зли” четници : студије о Србији у Другом светском рату : (1941-1945), (Београд : Catena mundi, 2019), стр. 234.
9. Милош Тимотијевић, Злато четника и партизана : деконструкција једног мита : финансије и отпор окупатору у Србији и Југославији 1941-1945. [друго издање], (Београд : Службени гласник, 2019), стр. 312.
10. Милош Тимотијевић, Драгиша Васић и српска национална идеја Тимотијевић, Милош, друго допуњено издање (Београд : Службени гласник, 2019), стр. 588.
11. Милош Тимотијевић, Споменица погинулих у ратовима 1991-2000. године са подручја Краљева (Краљево : Народни музеј : Удружење породица палих бораца ратова од 1990 до 1999. године града Краљева, 2019), стр. 184.
12. Милош Тимотијевић, Мисија „Халијард” : ратна пропаганда, бомбардовање српских градова и евакуација савезничких авијатичара 1943-1944. године (Београд : Службени гласник, 2020), стр. 478.
13. Милош Тимотијевић, „Храбри” партизани и „зли” четници : студије о Србији у Другом светском рату : (1941-1945) [друго издање], (Београд : Catena mundi, 2020), стр. 234.

### Коауторства у монографијама
1. Горан Давидовић, Милош Тимотијевић, Затамњена прошлост: историја равногораца чачанског краја. књ. 1, У пламену устанка: ратна 1941. година (Чачак: Народни музеј Чачак: Међуопштински историјски архив; Горњи Милановац: Музеј рудничко-таковског краја; Краљево: Народни музеј Краљево, 2002), стр. 415.
2. Горан Давидовић, Милош Тимотијевић, Затамњена прошлост: историја равногораца чачанског краја. књ. 2. Слепа мржња и крвава освета: окупација и грађански рат 1942-1943. године (Чачак: Народни музеј Чачак: Међуопштински историјски архив; Горњи Милановац: Музеј рудничко-таковског краја; Краљево: Народни музеј Краљево, 2003), стр. 391.
3. Горан Давидовић, Милош Тимотијевић, Затамњена прошлост: историја равногораца чачанског краја. књ. 3. Агонија и слом: ратне 1944. и 1945. година (Чачак: Међуопштински историјски архив; Краљево: Народни музеј Краљево, 2004) стр. 462.
4. Делфина Рајић, Милош Тимотијевић, Манастири Овчарско-кабларске клисуре (Чачак: Народни музеј Чачак, 2004), стр. 303.
5. Делфина Рајић, Милош Тимотијевић, Ризница прошлости: Овчарско-кабларска клисура и њени манастири (Чачак: Легенда, 2005), стр. 219.
6. Горан Давидовић-Милош Тимотијевић, Осветљавање истине: документа за политичку и војну историју Чачка 1938-1941, књ. 1 (Чачак: Међуопштински историјски архив: Народни музеј Чачак; Краљево: Народни музеј Краљево, 2006), стр. 575.
7. Делфина Рајић, Милош Тимотијевић, Културна ризница Чачка: од праисторије до савременог доба - Cultural tresaury of Cacak from prehistory to the present time (Чачак: Народни музеј Чачак, 2008), стр. 280.
8. Делфина Рајић, Милош Тимотијевић, Манастири Овчарско-кабларске клисуре. .Друго допуњено и измењено издање (Чачак: Народни музеј Чачак; Београд: Службени гласник, 2012), стр. 399.
9. Милош Тимотијевић, Саша Савовић, Равна гора (Београд ; Службени гласник, 2014), стр. 291.
10. Делфина Рајић, Милош Тимотијевић, Ризница прошлости : Овчарско-кабларска клисура и њени манастири, друго издање (Чачак : Легенда : Народни музеј, 2019), стр. 218.

### Научни чланци
1. Милош Тимотијевић, „Оснивање музеја у Чачку”, Зборник радова Народног музеја XXVI (Чачак 1996), стр. 5-15.
2. Милош Тимотијевић, „Општинска власт у Чачку између два светска рата”, Зборник радова Народног музеја XXVII (Чачак, 1997), стр. 305-334.
3. Miloš Timotijević, „Balkanski savez 1953-1954. i jugoslovenska medijska slika političkog i geografskog okruženja”, Istorija 20. veka 1 (Beograd, 1998), str. 109-128.
4. Милош Тимотијевић, „Лист ’Нова Зора’ и пропаганда Југословенске радикалне заједнице у Чачку за парламентарне изборе у децембру 1938”, Зборник радова Народног музеја XXVIII (Чачак, 1998), стр. 219-226.
5. Милош Тимотијевић, „Чачак у предвечерје Другог светског рата 1938-1941: социјална, економска и политичка структура”, Зборник радова Народног музеја XXIX (Чачак, 1999), стр. 133-218.
6. Милош Тимотијевић, „Називи улица Чачка 1893-1992: један век изграђивања колективног идентитета”, Годишњак за друштвену историју 2-3 (Београд, 2000), стр. 221-250.
7. Милош Тимотијевић, „Чачак под окупацијом 1941-1944: привреда и друштво”, Зборник радова Народног музеја XXX (Чачак, 2000), стр. 197-287.
8. Милош Тимотијевић, „Политика, уметност и стварање традиција (Подизање споменика Надежди Петровић у Чачку 1955. године)”, Зборник радова Народног музеја XXXI (Чачак, 2002), стр. 113-153.
9. Милош Тимотијевић, „Народни музеј Чачак 1952-2002”, Зборник радова Народног музеја XXXI (Чачак, 2001), стр. 247-251, 283-285.
10. Милош Тимотијевић, „Сталне поставке и изложбена активност музеја 1953-2002”, Зборник радова Народног музеја XXXI (Чачак, 2001), стр. 251-259.
11. Милош Тимотијевић, „’Храбри’ партизани и ’зли’ четници: историографија Чачка о опсади Краљева 1941. године”, Округли сто Краљево октобра 1941. ур. Драган Драшковић, Радомир Ристић (Краљево: Народни музеј Краљево: Историјски архив Краљево, 2003), стр. 277-299.
12. Милош Тимотијевић, „Борба традиција: називи улица у Чачку 1893-2005”, Зборник радова Народног музеја XXXIV (Чачак, 2004), стр. 75-106.
13. Милош Тимотијевић, „’Запуштен виноград Господњи’: религиозност у чачанском крају током XX века (први део)”, Зборник радова Народног музеја XXXVI (Чачак, 2006), стр. 191-248.
14. Милош Тимотијевић, „Град у унутрашњости: облици, простори и границе приватног и јавног у 20. веку [поглавље у књизи]”, Приватни живот код Срба у двадесетом веку, ур. Милан Ристовић (Београд: Clio, 2007), стр. 579-611.
15. Милош Тимотијевић, „Између ’старе’ и ’нове’ вере: религиозност у чачанском крају током XX века (други део)”, Зборник радова Народног музеја XXXVII (Чачак, 2007), стр. 169-200.
16. Милош Тимотијевић, „Проституција у Чачку током XX века”, Токови историје 1-2 (Београд, 2007), стр. 170-190.
17. Милош Тимотијевић, „’Дунули су вихорни ветрови’: ставови епископа Николаја Велимировића о Јеврејима, либерализму, комунизму и нацизму у штампи Жичке епархије пред Други светски рат”, Наша прошлост 8 (Краљево, 2007), стр. 97-119.
18. Милош Тимотијевић, „Град, људи, време : поводом 600 година од првог помена Чачка у писаним документима”, Арт 032 : ревија за културу, бр. 18, Чачак, 2008, стр. 2-8.
19. Милош Тимотијевић, „Паланачки живот у доба социјализма”, у: Миодраг Јаћимовић, Предајте се, Срби, Београд, 2008, стр. 147-155.
20. Милош Тимотијевић, „Драгиша Васић и ’Српски глас’: један незавршени национални пројекат”, Живот и дело Драгише Васића: зборник радова са научног скупа одржаног у Горњем Милановцу 26. и 27. септембра 2005. године поводом 120. годишњице рођења и 60. годишњице смрти Драгише Васића (1885—1945-2005), пр. Борисав Челиковић (Горњи Милановац: Музеј рудничко-таковског краја, 2008), стр. 119-146.
21. Милош Тимотијевић, „Манастир Стјеник под Јелицом: стварна и измишљена традиција”, Годишњак за друштвену историју 1-3 (Београд, 2008), стр. 79–104.
22. Милош Тимотијевић, „У лавиринту унутрашњих граница: положај Чачка у територијалној подели Србије 1804-2009. године”, Зборник радова Народног музеја XXXVIII (Чачак, 2008), стр. 233-284.
23. Милош Тимотијевић, „’Први грађанин мале вароши’: значај председника општине у локалној елити власти током социјализма – пример Чачка”, Зборник радова Народног музеја XXXIX (Чачак, 2009), стр. 235-268.
24. Милош Тимотијевић, „Индустријализација Чачка 1944-1956”, Зборник радова Народног музеја XL (Чачак, 2010), стр. 239-268.
25. Милош Тимотијевић, „’Патриотски’ и ’реалан’ простор: подручје планине Рудник у Краљевини Југославији (1918—1941)”, Зборник радова Народног музеја XLII (Чачак, 2012), стр. 73-88.
26. Милош Тимотијевић, „’Код туцања у главу важно је не пропустити ни један дан’ : фотографија као репрезент политичке моћи Јосипа Броза Тита (1944—1980)”, у: Тито и Срби : злочинац на челу колоне, Београд, 2013, стр. 217-235.
27. Милош Тимотијевић, „Рецензија. – ’Обреновићи у музејским и другим збиркама Србије 1’” ур. Александар Марушић, Ана Боловић (Горњи Милановац : Музеј рудничко-таковског краја, 2013), стр. 361-363.
28. Милош Тимотијевић, „Дуг пут оснивања Музеја у Чачку”, Споменица Народног музеја у Чачку 1952-2012, ур. Делфина Рајић (Чачак : Народни музеј Чачак, 2013), стр. 5-13.
29. Милош Тимотијевић:,„Шест деценија рада Народног музеја у Чачку (1952—2012)”, ур. Делфина Рајић (Чачак : Народни музеј Чачак, 2013), стр. 15-111.
30. Милош Тимотијевић, „’Иако телесно ви нисте живи, ви зрачите на нас као жива бића’: изградња спомен-костурнице и обликовање Централног трга у Чачку 1945-1955.”, Зборник радова Народног музеја XLIII (Чачак, 2013), стр. 127-169.
31. Милош Тимотијевић, „70 година од победе над фашизмом у Србији (1945—2015)”, Наша прошлост 15 (Краљево, 2014), стр. 173-189.
32. Милош Тимотијевић, „Симболички и ’стварни’ значај подручја планине Рудник у социјалистичкој Југославији (1944—1990)”, Зборник радова музеја рудничко-таковског краја Горњи Милановац 7 (Горњи Милановац, 2014), стр. 175-203.
33. Милош Тимотијевић, „Рецензија. – ’Обреновићи у музејским и другим збиркама Србије 2’ (ур. Александар Марушић, Ана Боловић) (Горњи Милановац : Музеј Рудничко-таковског краја, 2014), стр. 352-355.
34. Милош Тимотијевић, „У Краљевини Југославији 1918-1941”, Рудник : шапат висина, ур. Борисав Челиковић, Милојко Кнежевић (Београд : Службени гласник, 2014), стр. 409-433.
35. Милош Тимотијевић, „У социјалистичкој Југославији 1944-1990”, Рудник : шапат висина, ур. Борисав Челиковић, Милојко Кнежевић (Београд : Службени гласник, 2014), стр. 459-491.
36. Милош Тимотијевић, „Страдање и спасавање Јевреја у Чачку и околини 1941-1944. године”, Зборник радова Народног музеја XLIV (Чачак, 2014), стр. 159-188.
37. Милош М. Тимотијевић, „Таково и Равна Гора: ’старо’ и ’ново’ митско место”, у: Два века Другог српског устанка. Митолошки зборник 34 (Рача - Горњи Милановац, 2015), стр. 311-344.
38. Милош Тимотијевић, „Комунизам као нова религија”, Људи говоре 25/26 (Торонто, 2015), стр. 256-271.
39. Милош Тимотијевић, Рецензија: Обреновићи у музејским и другим збиркама Србије III (ур. Александар Марушић, Ана Боловић), Горњи Милановац, 2015, стр. 370-371.
40. Милош Тимотијевић, „Звонимир Звонко Вучковић (1916—204) : биографија, документа, сећања”, Зборник радова Народног музеја XLV (Чачак, 2015 [шт. 2016]), стр. 173-205.
41. Милош Тимотијевић, „Бој на Љубићу у званичној репрезентативној култури Чачка током XIX и XX века”, у: Српска револуција и обнова државности Србије : двеста година од Другог српског устанка, ур. Радомир Ј. Поповић, (Београд, Историјски институт САНУ; Чачак, МИАЧ, 2016), стр. 215-241.
42. Милош Тимотијевић, Рецензија: Обреновићи у музејским и другим збиркама Србије IV (ур. Александар Марушић, Ана Боловић), Горњи Милановац, 2016, стр. 370-371.
43. Милош Тимотијевић, „Култ светитеља, места сећања и политички митови: пример манастира Вујан, гробне цркве породице Луњевица”, Годишњак за друштвену историју, св. 3, (Београд, 2016[шт. 2017]), стр. 33-63.
44. Милош Тимотијевић, „Историјско одељење Народног музеја у Чачку: повест баштињење и структура сталне поставке (1953—2006)”, Зборник радова Народног музеја XLVI, Чачак, 2016 [шт. 2017], стр. 85-96.
45. Милош Тимотијевић [рецензија], у: Маријана Матовић, Јермени у Чачку : 1885-1950 (Чачак : Народни музеј Чачак, 2017), стр. 301-303.
46. Милош Тимотијевић [рецензија], у: Виктор Бејатовић, Лепеза смрти : вишедисциплинарни приступ и упоредне методологије у реконструкцији мотива и обима ратног злочина у Крагујевцу октобра 1941 (Крагујевац : Спомен-парк Крагујевачки октобар, 2017), стр. 177-179.
47. Милош Тимотијевић, „Српска национална идеја – кратак преглед обликовања једног културног обрасца”, Етно-културолошки зборник 21, Сврљиг, 2017,стр.151-176.
48. Милош Тимотијевић, „Легенде о закопаном благу Западне Србије”, Зборник радова Народног музеја XLVII (Чачак, 2017 [шт. 2018]), стр. 137-263.
49. Милош Тимотијевић, „Плави хоризонти Радојка Николића : од микроисторије до социјалне антропологије”, у: Радојко Николић, Камена књига предака : о натписима са надгробних споменика западне Србије : друго допуњено издање (Чачак : Народни музеј Чачак, 2018), стр. 7-18.
50. Милош Тимотијевић, „Рецензија”, у: Обреновићи у музејским и другим збиркама Србије V (ур. Александар Марушић, Ана Ранковић), Горњи Милановац, 2018, стр. 378-379.
51. Милош Тимотијевић, „Војници, смрт и надгробна обележја : приватно сећање на Велики рат у западној Србији [резиме]”, Међународни научни скуп „Србија 1918: ослобођење домовине, повратак ратника, живот у новој држави”, свеска резимеа (Међуопштински историјски архив Чачку, Центар за историју Југославије и савремену националну историју Филозофског факултета у Београду : Чачак, 2018), стр. 24-25.
52. Милош Тимотијевић, „Судбина сребра Ужичке републике”, Годишњак за друштвену историју, год. 25, св. 1 (2018), стр. 57-81
53. Милош Тимотијевић, „Видова, село на почетку Овчарско-Кабларске клисуре”, Бележник Овчарско-кабларске клисуре 9 (2018[шт. 2019]), стр. 41-45.
54. Милош Тимотијевић, „’Вазда’ верни поданици : списак особа које су добиле орден на рођендан Краљице Драге Обреновић 11. септембра 1901. године”, Зборник радова Народног музеја, Бр. 48 (2018[шт. 2019]), стр. 45-54
55. Милош Тимотијевић, „Градски центар и архитектонско наслеђе социјализма: случај Чачка (1944—1990)”, у: Архитектура, урбанизам и уметност : зборник радова = Architecture, Urbanism and Art : proceedings, Међународна научна конференција Наслеђе социјализма, (Београд : Архив Србије ; [Љубљана] : Форум словенских култура, 2019), стр. 147-198.
56. Милош Тимотијевић, „Записи у објективу Саше Савовића” [предговор], у: Саша Савовић, Крст у дубу : записи, закрштена стабла рудничко-таковског краја (Горњи Милановац : Музеј рудничко-таковског краја : Удружење ликовних и примењених уметника, 2019), стр. 2-3.
57. Miloš Timotijević, „Finansije JVuO U Srbiji 1941-1944.”, Istorija 20. veka, God. 37, br. 2 (2019), str. 137-156.
58. Милош Тимотијевић, „Југословенска војска у отаџбини и амерички авијатичари : пример спасавања и евакуација посаде авиона B-24 Либератор који је пао у село Ракова поред Чачка”, Зборник радова Народног музеја, Бр. 49 (2019[шт. 2020]), стр. 103-125.
59. Милош Тимотијевић, „Рецензија”, у: Обреновићи у музејским и другим збиркама Србије VI (ур. Александар Марушић, Ана Ранковић), Горњи Милановац, 2020, стр. 370-371.

### Коауторства у чланцима
1. Горан Давидовић, Милош Тимотијевић, „Почетак грађанског рата у чачанском крају 1941”, Историја 20. века 2 (Београд, 2002), стр. 23-48.
2. Делфина Рајић, Милош Тимотијевић, „Стварање ’Српске свете горе’: Овчарско-кабларски манастири од XIV до краја XX века”, Зборник радова Народног музеја XXXII (Чачак, 2002), стр. 53-116.
3. Горан Давидовић-Милош Тимотијевић, „Жена и рат: ’Друга страна’ окупације 1941-1945. године на простору чачанског краја”, Зборник радова Народног музеја XXXIII (Чачак, 2003), стр. 141-186.
4. Делфина Рајић, Милош Тимотијевић, „Манастир Благовештење”, Зборник радова Народног музеја XXXIII (Чачак, 2003), стр. 19-44.
5. Делфина Рајић, Милош Тимотијевић, „Српска света гора од XIV до XX века”, Бележник Овчарско-кабларске клисуре, 2, (Чачак, 2003), стр. 5-19.
6. Горан Давидовић, Милош Тимотијевић, „’Дан после’: уништавање организације ЈВуО и успостављање власти комуниста у чачанском крају 1944-1945”, Историја 20. века 2 (Београд, 2004), стр. 23-46.
7. Делфина Рајић, Милош Тимотијевић, „Манастир Сретење”, Зборник радова Народног музеја XXXIV (Чачак, 2004), стр. 35-52.
8. Горан Давидовић, Милош Тимотијевић, „Други светски рат у чачанском крају: супротстављена тумачења”, Зборник радова Народног музеја XXXV (Чачак, 2005), стр. 199-247.
9. Делфина Рајић, Милош Тимотијевић, „Манастир Св. Тројица под Овчаром”, Зборник радова Народног музеја XXXV (Чачак, 2005), стр. 51-64.
10. Родољуб Петровић, Милош Тимотијевић, „Председници општине Чачак (1944–2010)”, Зборник радова Народног музеја XXXIX (Чачак, 2009), стр. 213-234.
11. Милош Тимотијевић, Биљана Чкоњевић, „Моје тајно благо у чачанском музеју”, Моје тајно благо: нови погледи ка наслеђу, ур. Ана Боловић, Александар Марушић, Вишња Кисић (Горњи Милановац: Музеј рудничко-таковског краја, 2013), стр. 66-76.
12. Борисав Челиковић, Ђорђе Миловановић, Марина Лукић-Цветић, Милош Тимотијевић, „Културно и историјско наслеђе”, у: Гружа и Рудничка Морава, ур. Слободан Арсенијевић, Борисав Челиковић (Крагујевац : Удружење грађана Урбана безбедност, 2016), стр. 139-191.
13. Делфина Рајић, Милош Тимотијевић, „Досадашња истраживања манастира Овчарско-кабларске клисуре”, Бележник Овчарско-кабларске клисуре, бр. 7 (Чачак, 2016[шт. 2017]), стр. 16-22.
14. Милош Тимотијевић, Делфина Рајић, „Природни амбијент Овчарско-Кабларске клисуре”, Бележник Овчарско-кабларске клисуре 9 (2018[шт. 2019]), стр. 99-106.

### Каталози изложби
1. Милош Тимотијевић, Општина Чачак и њени председници 1918-1941 (Чачак; Народни музеј Чачак, 1999), стр. 24.
2. Милош Тимотијевић, Соколско Друштво у Чачку 1910-1941. (Чачак: Народни музеј Чачак, 2006), стр. 22.
3. Милош Тимотијевић, Чачак у доба социјализма: (1944-1990): фотографија као репрезент политичке моћи (Чачак: Народни музеј Чачак, 2013), стр. 128.
4. Милош Тимотијевић, Седамедесет година од победе над фашизмом (1945—2015) (Чачак: Народни музеј Чачак, 2015), стр. 94.

### Коауторства у каталозима
1. Лидија Никитовић, Радивоје Бојовић, Делфина Рајић, Милица Дрињаковић, Снежанин Ашанин, Милош Тимотијевић, Ивана Ћирјаковић, Катарина Дмитровић, Дејан Петровић, Пола века Народног музеја у Чачку 1952-2002 (Чачак: Народни музеј Чачак, 2002), стр. 27.
2. Делфина Рајић, Радивоје Бојовић, Милош Тимотијевић, Албум старог Чачка 1870-1941 (Чачак: Народни музеј Чачак, 2010), стр. 335.
3. Биљана Чкоњевић, Александра Гојгић, Марина Котарац, Делфина Рајић, Радивоје Бојовић, др Милош Тимотијевић, Ивана Ђирјаковић, Благо Народног музеја: истраживања 2002-2012. (Чачак: Народни музеј Чачак, 2012), стр. 45.

### Водичи
1. Делфина Рајић, Милош Тимотијевић, Манастири Овчарско-кабларске клисуре: водич - Monasteries of Ovcar-Kablar gorge. Guide (Чачак: Народни музеј Чачак, 2006), стр. 89.
2. Делфина Рајић, Милош Тимотијевић, Црква Светог Вазнесења Христовог у Чачку (Чачак: Народни музеј Чачак, 2011), стр. 94.
3. Делфина Рајић, Милош Тимотијевић, Манастири Овчарско-кабларске клисуре: водич - Monasteries of Ovcar-Kablar gorge. Guide. 2. допуњено и измењено издање (Чачак: Народни музеј Чачак, 2014), стр. 93.

### Приређена архивска грађа
1. Милош Тимотијевић, „Документа о ванредним изборима за председника општине у Чачку 1922. године”, Изворник, грађа Међуопштинског историјског архива у Чачку 14 (Чачак, 1998), стр. 59-70.
2. Милош Тимотијевић, „Два списка Руса избег– лица у Чачку, из 1925. и 1938. године Изворник, грађа Међуопштинског историјског архива у Чачку 15 (Чачак, 1999), стр. 56-59.
3. Милош Тимотијевић, „Давање назива новим улицама у Чачку из 1936. године”, Изворник, грађа Међуопштинског историјског архива у Чачку 16-17 (Чачак, 2001), стр. 185-193.
4. Милош Тимотијевић, „Списак стално запослених радника у Народном музеју у Чачку 1952-2002”, Зборник радова народног музеја XXIX, Чачак, 2001, стр. 281-283.
5. Милош Тимотијевић, „Кафане Чачка: списак из 1938. године”, Изворник, грађа Међуопштинског историјског архива у Чачку 23 (Чачак, 2007), стр. 107-114
6. Милош Тимотијевић, „Религиозност ученика завршних разреда основних школа у чачанском крају: анкетно испитивање из 1985. године”, Токови историје 1-2 (Београд, 2007), стр. 280-290.
7. Милош Тимотијевић, „Сахрана Војводе Степе Степановића 1929: необјављене фотографије”, Годишњак за друштвену историју 1-3 (Београд, 2007), стр. 149-152.
8. Милош Тимотијевић, „Епископ Николај Велимировић у посети Жичкој епархији (ужички и чачански крај) 1919. године”, Историјска баштина 17 (Ужице, 2008), стр. 111-115.
9. Милош Тимотијевић, „Епископи жички (1834–1911): биографије из ’Прегледа цркве епархије жичкe’”, Наша прошлост 11 (Краљево, 2010), стр. 219–244.
10. Милош Тимотијевић, „Српски културни клуб и генерал Милан Недић: један документ о ’приватној’ иницијативи у обавештајној делатности на почетку Другог светског рата (1939)”, Зборник радова Народног музеја XLI (Чачак, 2011), стр. 125–135.

### Коауторства у приређивању архивске грађе
1. Горан Давидовић, Милош Тимотијевић, „Мобилизациони списак Југословенске војске у отаџбини (ЈВуО) за Брђанску и Прислоничку општину”,Изворник, грађа Међуопштинског историјског архива у Чачку 21 (Чачак, 2005), стр. 147-181.

### Прикази
1. „Радош Љушић, ’Атанаско Михаиловић црногорски кнез, судија и депутат’, Музеј Рудничко-таковског краја, Г. Милановац 2000: [приказ] Милош Тимотијевић”, Зборник Музеја рудничко-таковског краја 1 (Горњи Милановац, 2001), стр. 271-273.
2. „R. Tripković, R. Nedović, M. Mandić: „’Komandant Mandić’, Narodni muzej, Čačak 2000: [prikaz] Miloš Timotijević”, Istorija 20. veka 2 (Beograd, 2001), стр. 159-160.
3. „Рудо Поље-Карановац-Краљево (од првих помена до Првог светског рата), Балканолошки институт САНУ, посебна издања, књ. 76 и Народни музеј, Краљево, Београд-Краљево 2000: [приказ] Милош Тимотијевић”, Историјски часопис XLVII (2000) (Београд, 2002), стр. 304-307.
4. „Коста Николић: Страх и нада у Србији 1941-1945: Свакодневни живот под окупацијом, Завод за уџбенике и наставна средства, Београд 2002: [приказ] Милош Тимотијевић”, Зборник Музеја рудничко-таковског краја 2 (Горњи Милановац, 2003), стр. 147-151.
5. „Упокојавање вампира или историја као ’проклетство’ Источне Европе – Филип Лонгворт, Стварање Источне Европе : од преисторије до посткомунизма, Клио, Београд, 2002” [приказ] Милош Тимотијевић,, арт 032, бр. 6, Чачак, 2002, стр. 42-44.
6. Милош Тимотијевић, „Приказ: Сјај заборављене династије : ’Обреновићи у музејским и другим збиркама Србије I’, ур. Саша Марушић и Ана Боловић, Музеј рудничко-таковског краја : Горњи Милановац, 2013, стр. 364.”, Наша прошлост 14 (Краљево, 2014), стр. 218-220.
7. Милош Тимотијевић, „[приказ књиге] Иван Степанович Јастребов, Стара Србија и Албанија: забелешке с путовања, приређивање, редакција и поговор Борисав Челиковић. Београд: Службени гласник, 2018, 580.”, Токови историје 2018/3 (Београд, 2018), стр. 208-211.
8. Miloš Timotijević, [prikaz knjige] „Kosta Nikolić, Jugoslavija, poslednji dani: 1989–1992. knjiga prva: ’Svi Srbi u jednoj državi’, Beograd, Službeni glasnik, 2018, 530”, Istorija 20. veka, 1, Beograd, 2019, str. 234-236.
9. Милош Тимотијевић, „[приказ књиге] Копаоник, Жупа, Расина, Трстеничка Морава: насеља, порекло становништва, обичаји (прир. Борисав Челиковић). Едиција „Корени. Српске земље. Насеља, порекло становништва, обичаји“. Службени гласник – САНУ, Београд 2020, књ. 43, стр. 1096”, Гласник етнографског института САНУ, LXVIII (2), Београд, 2020, стр. 503–505.

### Остало
1. Милош Тимотијевић, „Библиографија Зборника радова Народног музеја I-XXX”, Зборник радова Народног музеја XXX (Чачак, 2000), стр. 289-312.